# Marathon van Osaka 2010

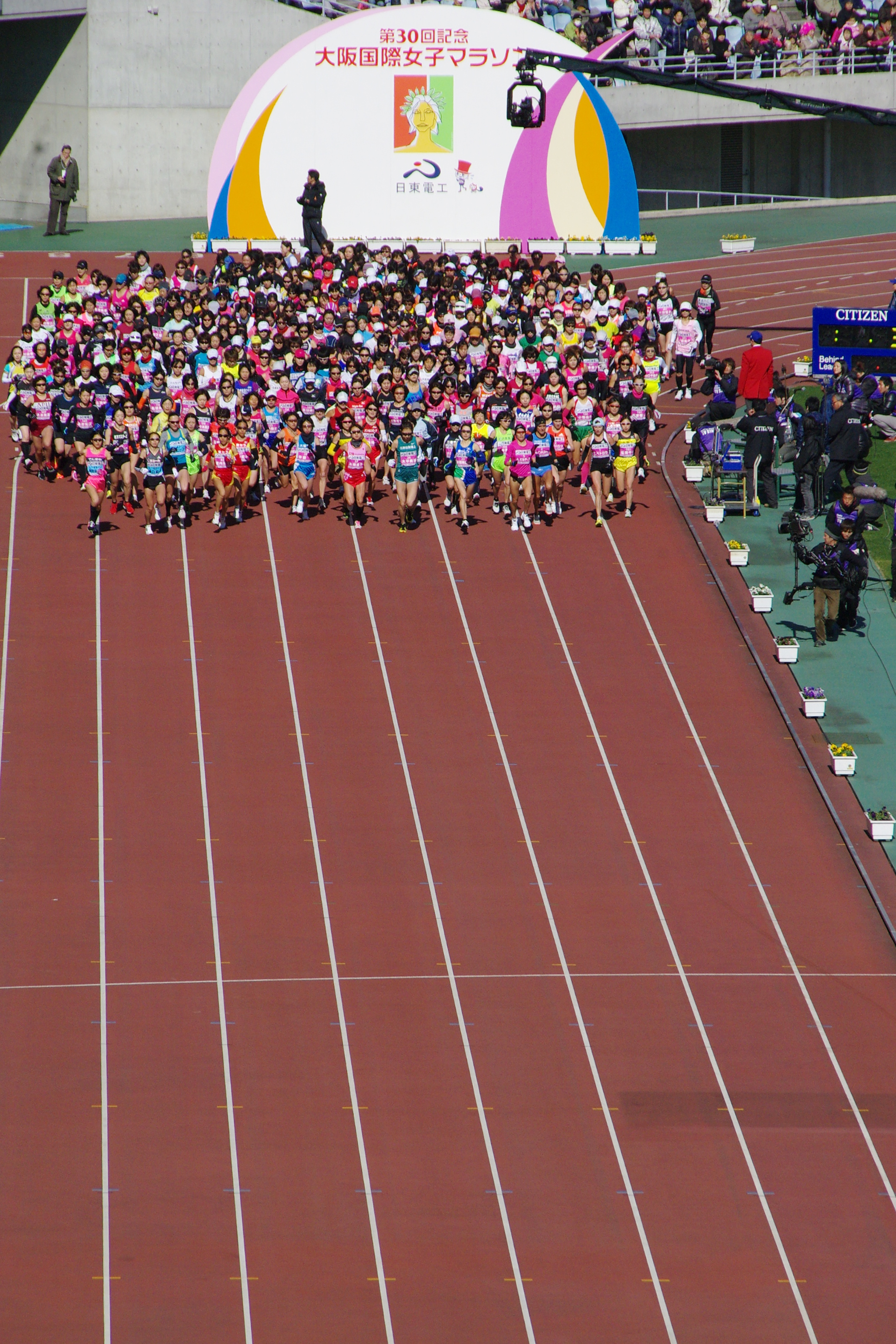
Foto van de start

De marathon van Osaka 2010 werd gelopen op zondag 31 januari 2010. Het was de 29e editie van deze marathon. Alleen vrouwelijke elitelopers mochten aan de wedstrijd deelnemen.
De Ethiopische Amane Gobena passeerde de finish als eerste in 2:25.14. Opmerkelijk was de vierde plaats van de Roemeense Lidia Şimon. Het was de zevende keer in een periode van veertien jaar dat zij in deze marathon bij de eerste vijf eindigde, waarvan driemaal (in 1998, 1999 en 2000) als winnares.

## Uitslagen
| rang   | naam                | land | tijd    |
| ------ | ------------------- | ---- | ------- |
| Goud   | Amane Gobena        | ETH  | 2:25.14 |
| Zilver | Elisa-Marisa Barros | POR  | 2:25.44 |
| Brons  | Mari Ozaki          | JPN  | 2:26.27 |
| 4      | Lidia Şimon         | ROU  | 2:27.11 |
| 5      | Kayoko Obata        | JPN  | 2:27.19 |
| 6      | Ryoko Kizaki        | JPN  | 2:27.34 |
| 7      | Chika Horie         | JPN  | 2:28.29 |
| 8      | Azusa Nojiri        | JPN  | 2:29.12 |
| 9      | Ayumi Nakayama      | JPN  | 2:32.43 |
| 10     | Seika Iwamura       | JPN  | 2:33.15 |
| 11     | Saori Nejo          | JPN  | 2:33.54 |
| 12     | Volha Krautsova     | BLR  | 2:34.52 |
| 13     | Chiharu Matsuo      | JPN  | 2:37.30 |
| 14     | Lauren Shelley      | AUS  | 2:38.44 |
| 15     | Satoko Uetani       | JPN  | 2:39.54 |
| 16     | Mariko Asato        | JPN  | 2:43.01 |
| 17     | Yuka Aikawa         | JPN  | 2:44.07 |
| 18     | Reiko Kobayashi     | JPN  | 2:44.08 |
| 19     | Junko Suzuki        | JPN  | 2:44.50 |
| 20     | Yuri Yoshizumi      | JPN  | 2:45.58 |
| 21     | Saki Matsumoto      | JPN  | 2:48.02 |
| 22     | Ikue Takata         | JPN  | 2:48.04 |
| 23     | Kaori Iwamoto       | JPN  | 2:48.28 |
| 24     | Yuika Togami        | JPN  | 2:48.52 |
| 25     | Kotoka Hirai        | JPN  | 2:49.05 |

1982 ·
1983 ·
1984 ·
1985 ·
1986 ·
1987 ·
1988 ·
1989 ·
1990 ·
1991 ·
1992 ·
1993 ·
1994 ·
1995 ·
1996 ·
1997 ·
1998 ·
1999 ·
2000 ·
2001 ·
2002 ·
2003 ·
2004 ·
2005 ·
2006 ·
2007 ·
2008 ·
2009 ·
2010 ·
2011 · 
2012 ·
2013 ·
2014 ·
2015 ·
2016 ·
2017